# Antonio Thrasybule Kébreau
Antonio Thrasybule Kébreau (Puerto Príncipe, 11 de noviembre de 1909 - Pétionville, 13 de enero de 1963) fue un militar haitiano que asumió las funciones de Presidente de la República entre el 14 de junio y el 22 de octubre de 1957.

## Biografía
Nacido en Puerto Príncipe en 1909, se unió al ejército y entró a la Academia Militar a los 21 años. En 1957 se convirtió en coronel. Tras el derrocamiento del presidente en ejercicio, Daniel Fignolé, forzado al exilio menos de tres semanas después de asumir el cargo, formó el 14 de junio de 1957 un Consejo Militar de Gobierno, que presidió asistido por los Coroneles Émile Zamor y Adrien Valville.
Organizó en septiembre de 1957 unas elecciones que permitieron que un exministro del gobierno de Dumarsais Estime, el doctor François Duvalier, fuese elegido para la presidencia de la República. El consejo se disolvió cuando François Duvalier asumió el cargo el 22 de octubre de 1957.
Nombrado embajador de Haití en Italia, murió en 13 de enero de 1963. Algunas fuentes creen que fue envenenado por orden de Duvalier.